# Generation X
Generation X (bra: Geração X) é um piloto de televisão dirigido por Jack Sholder, que foi ao ar na FOX em 20 de fevereiro de 1996, sendo transmitido posteriormente na televisão.
O filme é baseado na série de quadrinhos homônima da Marvel Comics, um spin-off dos X-Men. A história gira em torno de um grupo de jovens mutantes que vivem em um mundo que os teme e despreza por suas habilidades sobre-humanas.
Esses jovens residem na Escola Xavier para Jovens Superdotados, uma instituição privada e exclusiva para mutantes, criada por Professor Charles Xavier (Professor X), com o objetivo de ensinar e proteger aqueles com habilidades especiais.
Eles são treinados por dois mutantes adultos: a telepata Emma Frost (Finola Hughes), também conhecida como Rainha Branca, e Sean Cassidy (Jeremy Ratchford), o Banshee, um irlandês cujo grito sônico pode rachar aço.
O antagonista da história é Russell Trask (Matt Frewer), um cientista louco que deseja usar os mutantes em seus experimentos. Ao descobrir que sua antiga rival, a Rainha Branca, está ensinando jovens mutantes, ele decide sequestrá-los para seus testes.
Os jovens mutantes são:
Jubileu (Heather McComb)
Derme (Agustin Rodriguez)
Monet (Amarilis)
Mondo (Bumper Robinson)
Buff (Suzanne Davis)
Refrax (Randall Slavin)

## Sinopse
A história é baseada na HQ da Marvel, Generation X, que acompanha um grupo de estudantes em uma escola especial, onde aprendem a controlar seus poderes e a si mesmos. Apesar de frequentemente entrarem em conflito com outros jovens da escola, eles se unem diante da ameaça de Russell Trask, cientista egomaníaco que desenvolve uma máquina capaz de viajar pelo mundo dos sonhos. Depois de demonstrar que sua invenção funciona, Trask começa a atormentar Derme (Ângelo Espinosa), que em resposta se junta a Jubileu e a outros estudantes para enfrentar e derrotar o malvado cientista. 

## Elenco do Filme
| Ator                      | Personagem                                         |
| ------------------------- | -------------------------------------------------- |
| Finola Hughes             | Emma Frost / Rainha Branca                         |
| Jeremy Ratchford          | Sean Cassidy / Banshee                             |
| Matt Frewer               | Russell Trask                                      |
| Heather McComb            | Jubilation Lee / Jubileu                           |
| Suzanne Davis             | Arlee Hicks                                        |
| Agústin Rodriguez         | Ângelo Espinosa                                    |
| Amarilis Savón            | M / Monet Yvette Clarisse Maria Therese St. Croix. |
| Randall Slavin            | Kurt Pastorious / Refrax                           |
| Brandon "Bumper" Robinson | Mondo                                              |